# Йохан Буман
Йохан Буман (нім. Johann Boumann; 28 серпня 1706 року, Амстердам — 6 вересня 1776 року, Берлін) — кораблебудівник у Нідерландах (Об'єднані провінції), містобудівник у Прусії.

## Біографія

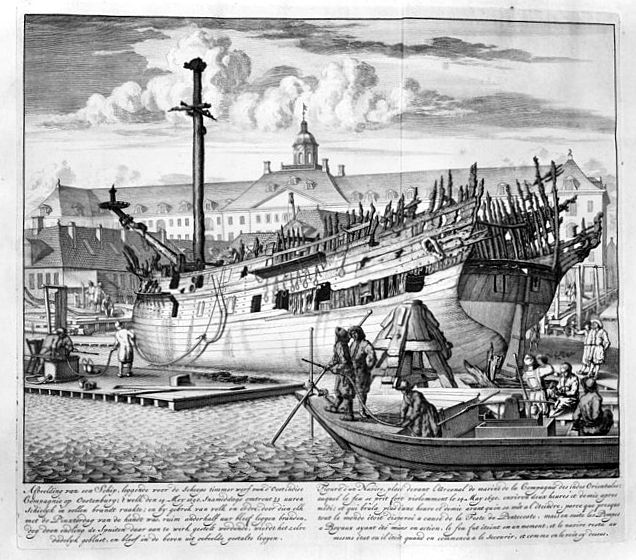
Гравюра із зображенням верфі Остенбург - Амстердам

Йохан Буман народився 28 серпня 1706 року в Амстердамі в родині  столяра Міхеля Бумана. Як і батько, він навчався столярній справі, будував будинки. У 1732 р. він одружився в Амстердамі з Анною Йоганною ван Лоуейзен.

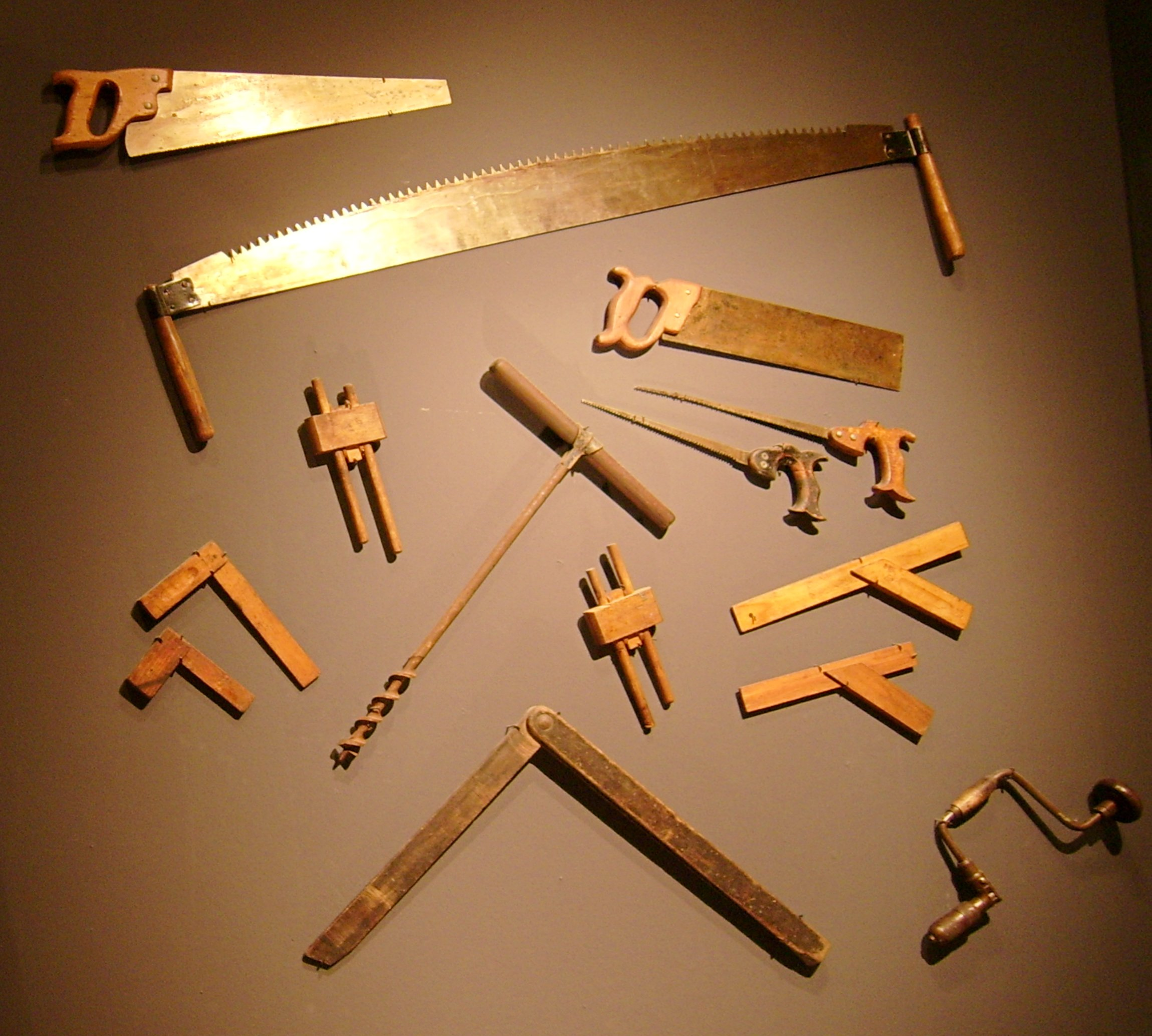
Інструменти корабельного столяра.

Йохан Буман був одним із спеціалістів у галузі кораблебудування, набраних монархами. Він зводив цивільні будинки та пам'ятники так званого барокового розширення Потсдаму, а особливо голландського кварталу. 

### Діяльність на верфях Об'єднаних провінцій
.
Професійні навички корабелів не зупинились лише на техніці суднобудування. Завдяки своїм багатозадачним функціям Йохан Буман мав навички, які можна інвестувати у всі сфери, що вимагають почуття організації, торгівлі та управління. Ці навички шукав король Пруссії для побудови голландського духовного кварталу. Йохан Буман спочатку був голландським майстром-тесляра, яких було багато. Лише завдяки пропозиції короля Прусії його доля раптово змінилася, і він став архітектором королівського двору. Спочатку він працював із батьком як підмайстер-будівельник човнів і барж (schuitmakersknecht), потім став корабельним теслярем . Він перебрав від свого батька управління певним арсеналом, а потім придбав власну верф у Веенвудені. Наступним кроком у його кар'єрі була робота майстра-тесляра у власному арсеналі.

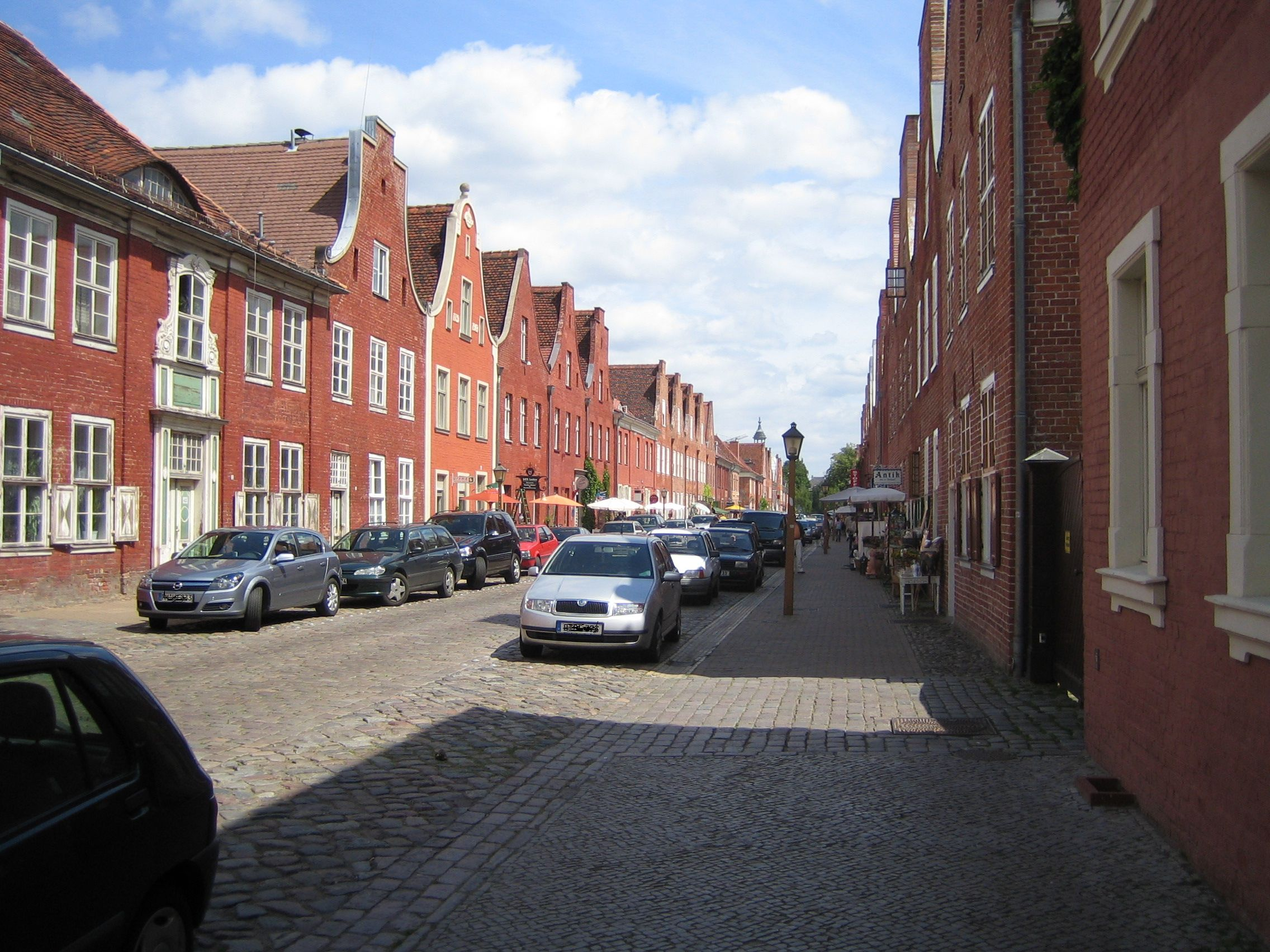
Голландський квартал у Потсдамі

### Містобудівник у Прусії

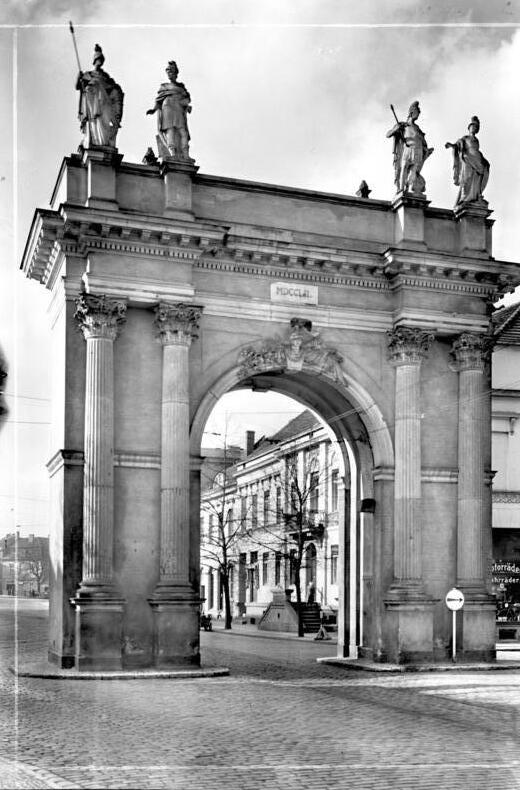
Берлінські ворота в Потсдамі, 1928 рік

Йохан Буман залишив Об'єднані провінції в 1732 р. для будівництва району з голландською маркою, бажаного прусським королем Фрідріхом Вільгельмом II і реалізованого його спадкоємцем  Фрідріхом II. Щоб залучити голландських майстрів, які були дуже прив’язані до  батьківщини, пруські правителі  відтворювали голландський пейзаж із двофронтовими будинками, що нагадують  будинки в садових кварталах.  
Йохан Буман приїхав зі своїм братом Дірком (1713–1776), також теслярем. Їх брат Авраам (1709 — близько 1741) приєднався до них у 1735 році в Потсдамі, де він працював. Багато ремісників у Голландському кварталі не залишались після закінчення роботи. Бумани стали винятком, оскільки значна частина братів і сестер залишилась і закінчила свої дні в Потсдамі. Їхні діти створили сім'ї з місцевими жителями. На відміну від голландських ремісників, які проживали в голландському кварталі, спеціально побудованому для них, Йохан  Буман там не проживав. У ролі сквайра він оселився у Потсдамському палаці.
Стосунки, що панували між Йоханом Буманом та Георгом Венцеславом фон Кнобельсдорфо, були напруженими  оскільки останній завжди отримував найпрестижніші замовлення. Буман був лише головним будівельником. Він повинен був виконати роботу, започатковану Кнобельсдорфом.

Центральний корпус університету Гумбольдта в Берліні

### У Берліні
Саме пруська частина його життя змусила його створити спадщину, яка перейшла до нащадків. Він підписував такі відомі будівлі, як Університет Гумбольдта в Берліні, Французька церква в Потсдамі або голландський квартал Потсдаму, який став туристичною вітриною столиці. Буман представляє пізнє бароко, що відзначається його тверезістю та характерною строгістю. Він часто виконував проекти Кнобельсдорфа. У Потсдамі є музей, присвячений голландському архітектору.  
З 1748 р. Буман був призначений головним директором будівельних робіт здійснених  архітектурною фірмою у Потсдамі. Він продовжував роботу в Потсдамі і одночасно керував будівельними майданчиками в Берліні. У 1752 році він спроєктував і побудував у Потсдамі " Берлінські ворота». У процесі він керував роботою Фрідріхскірхе в кварталі ткачів і керував будівництвом старої ратуші в Потсдамі.
У Берліні він побудував новий собор замість старої будівлі на острові Шпрее.
Він розробляв і керував роботами палацу принца Генріха, який став головним корпусом Берлінського університету Гумбольдта на знаменитому проспекті. Зовсім поруч з університетом знаходиться також будівля Академії мистецтв, багатофункціональна будівля, побудована за князя-курфюрста Фредеріка Бранденбурзького архітектором Рірінгом в 1690 році. Він мав витягнуту прямокутну форму і оточував два внутрішні подвір'я. Після пожежі, яка знищила частину будівлі, пруський король Фрідріх II доручив Йохану Буману завдання повністю оновити фасад будівлі.
У 1755 році король назвав його директором, відповідальним за роботи в Берліні та Потсдамі. Він переїхав до Берліна, щоб взяти на себе це завдання. Фрідріх II попросив його побудувати репрезентативні та імпозантні фасади як для нових палаців, так і для будинків та будівель, багато прикрашених. Приклад фасаду палацу принца Анрі (1748–56) у Берліні є гарною ілюстрацією цієї тенденції, бажаної монархом.  
Французька церква в Потсдамі спочатку була спроектована Георгом Венцеславом фон Кнобельсдорфом, але робота врешті проходила під керівництвом Бумана  бо Кнобельсдорфф захворів.
У 1763 році Буман здійснив прибудову замку Шенгаузен, літньої резиденції королеви. Його останнім замовленням було будівництво собору Сент-Едвіґ у Берліні, який він завершив між 1770 і 1773 рр. 
Робота собору Святого Едвіга в Берліні, єдиної на той час католицької церкви в Берліні, була зупинена в 1747 р. Через відсутність грошей. Роботи продовжились у 1771 р. На основі планів та ескізів самого короля, якого надихнув Пантеон у Римі. Саме Йохан Буман добудував будівлю в 1773 році, освячену того ж року єпископом фон Ермеландом. На відміну від Римського Пантеону, він освітлений не верхом купола, а шістьма бічними вікнами. Портал, складений з іонійських колон, фінансувався кардиналом Квіріні. 
Робота над Королівською бібліотекою розпочалася 28 лютого 1775 року і перший закладений камінь був 17 липня 1775 р. За 20 тижнів потрібно було забити 1200 паль. Виконанням та керівництвом робіт  займався його старший син Георг Фрідріх Буман, тоді 38-річний капітан артилерії та архітектор. Георг Фрідріх Буман працюватиме під відповідальністю колег та наступників свого батька, Унгера та Лангханса  .
Буман помер у Берліні в 1776 році. Похований у  каплиці парафіяльної церкви в Берліні.

## Спадщина
Йохан Буман є автором, керував роботою, або брав на себе проекти, започатковані колегами, такими як Георг Венцеслав фон Кнобельсдорфф, або у співпраці з іншими архітекторами, добре відомими в пруських королівських резиденціях.
Досягнення архітектора Бумана численні  в Потсдамі та Берліні, де він закінчить своє життя:
- Багато житлових будинків, таких як невеликий голландський квартал у Потсдамі;
- Берлінські ворота в Потсдамі;
- Ратуша Потсдама;
- Палац принца Генрі, який став головним корпусом Берлінського університету Гумбольдта;
- Другий Берлінський собор;
- Портик церкви Святого Миколая в Потсдамі;
- Собор святої Ядвіги;
- будинок Академії, Унтер ден Липи;
- роботи в Сансуссі під керівництвом  Геораг Венцеслаус фон Кнобельсдорф;
- Нова лицарська академія;
- Готель;
- Монетний двір.

## Галерея

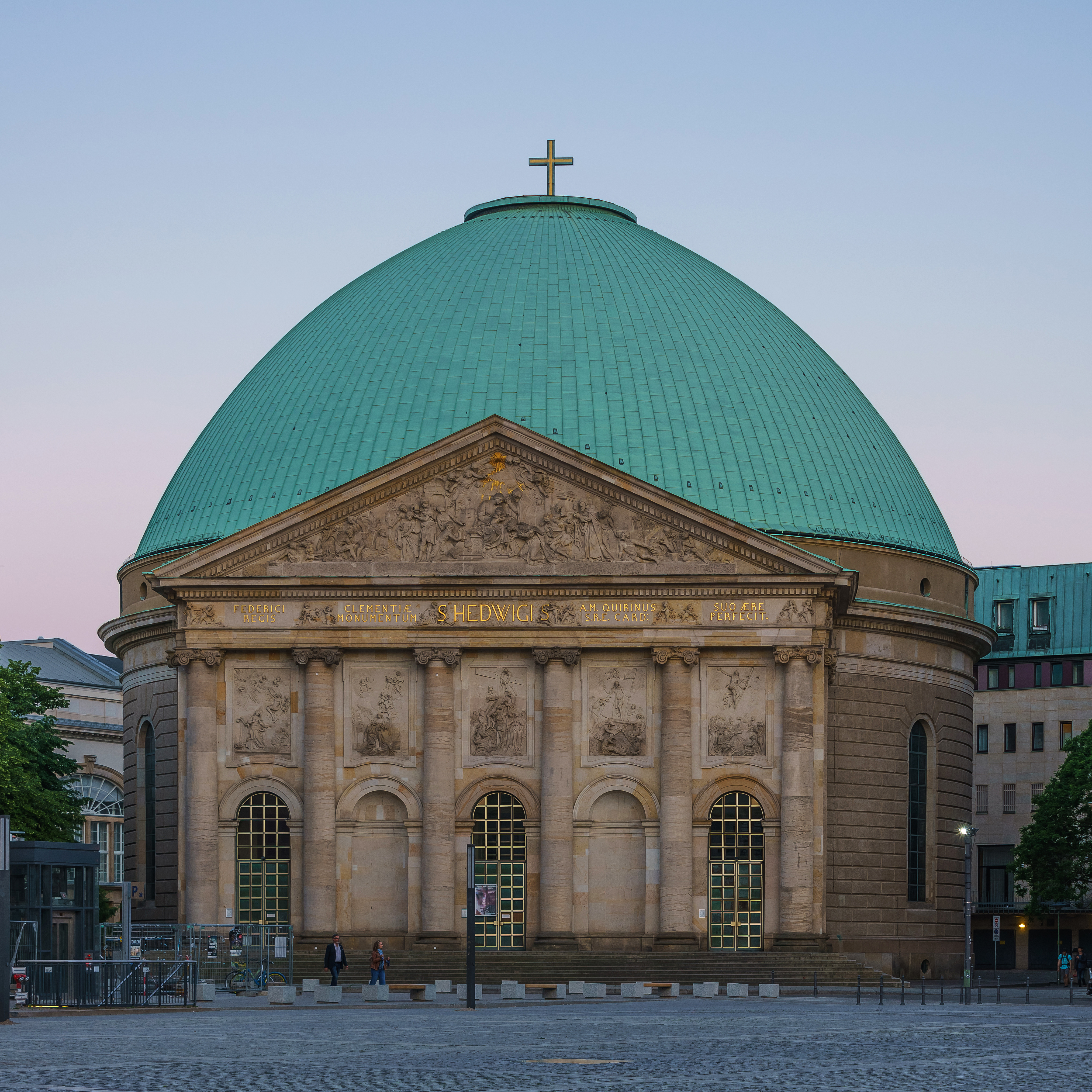
Собор святої Ядвіги
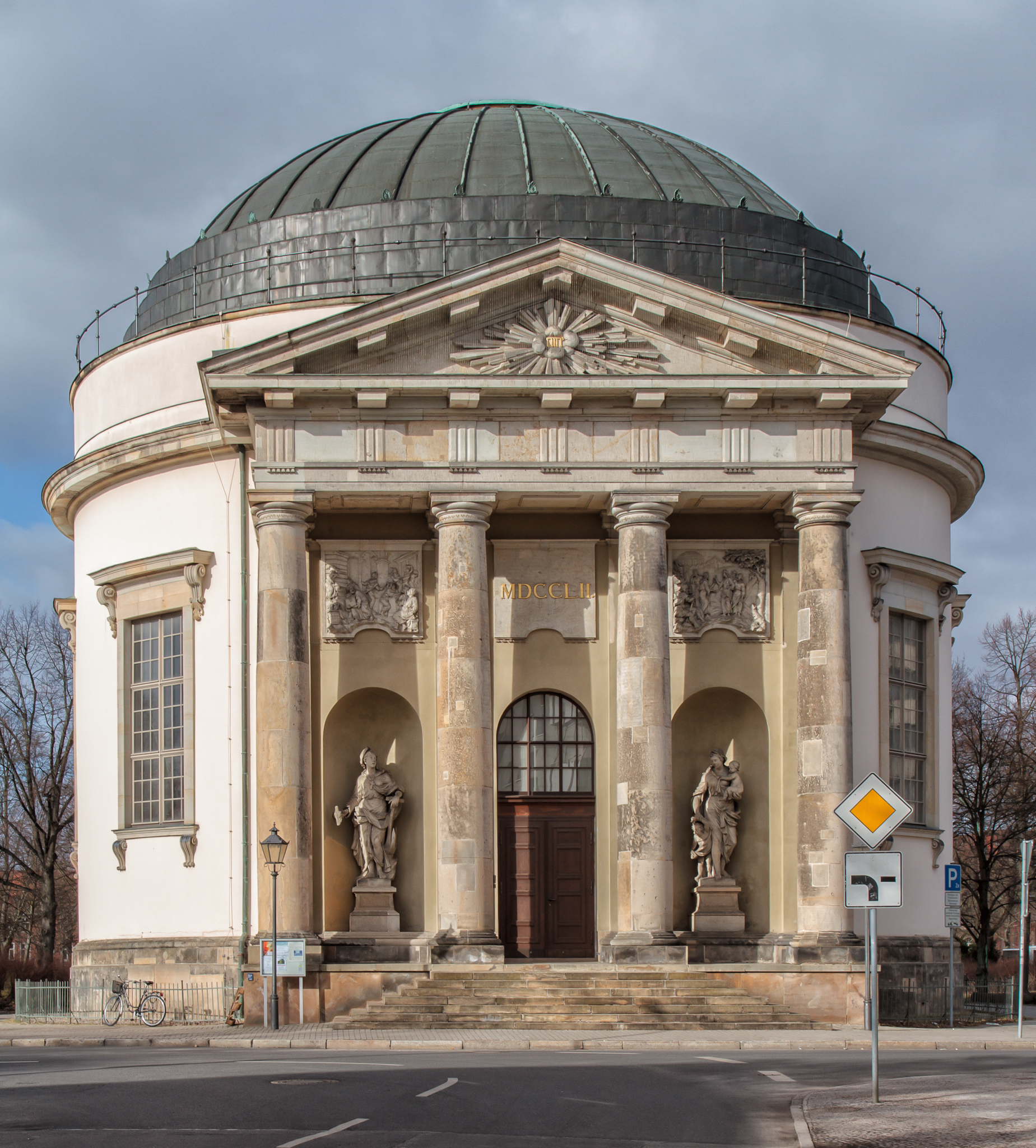
Французька церква в Потсдамі
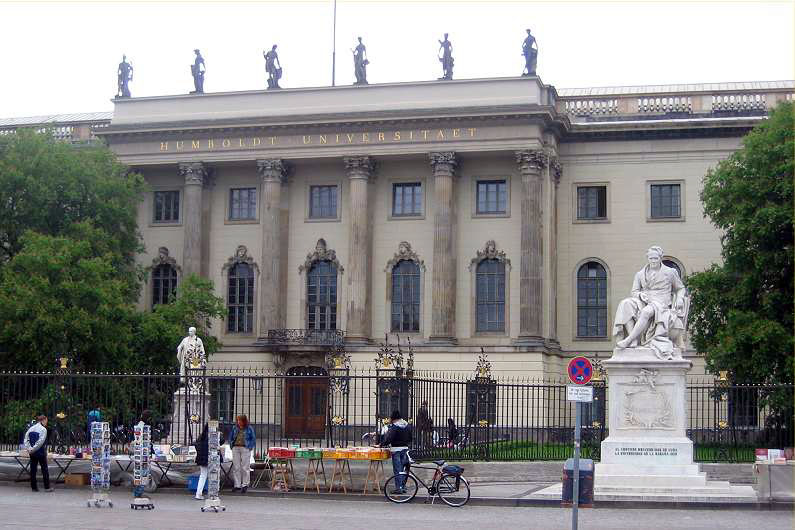
Берлінський університет Гумбольдта